# Päivi Alafranttiová
Päivi Alafranttiová (nepřechýleně Päivi Jaana Maarit Alafrantti) (* 8. května 1964 Tervola) je bývalá finská oštěpařka, mistryně Evropy z roku 1990.

## Sportovní kariéra
Na olympiádě v Soulu v roce 1988 obsadila v soutěži oštěpařek desáté místo. Největším úspěchem se pro ni stal titul mistryně Evropy v hodu oštěpem v roce 1990 výkonem 67,68 m. Na světovém šampionátu v Tokiu o rok později skončila v této disciplíně osmá.